# Gondolier
Bambino
Gondolier est une chanson française écrite par Jean Broussolle et composée par Pete De Angelis. Elle est connue pour avoir été popularisée par les Compagnons de la chanson et par la chanteuse Dalida en 1957. Sa version connut un grand succès à la fin des années 1950 et reste une des chansons les plus connues de la chanteuse.
La chanson a été adaptée en anglais avec le titre "With all my heart", chantée par Jodie Sands aux États-Unis et Petula Clark au Royaume-Uni.

## Classement à l'étranger
| Classement (1957-1958) | Meilleure position |
| ---------------------- | ------------------ |
| Wallonie               | 1                  |
| Québec                 | 1                  |
| France                 | 1                  |